# 长阳创谷
长阳创谷是位于中華人民共和國上海市杨浦区长阳路1687号的一個辦公區域，占地11万平方米，规划总建筑面积约35万平方米，长阳创谷内有7000和5000平方米的草坪和果园。长阳创谷內部入駐有英語流利说、爱驰亿维、智能云科等150家中小企业，員工约1.8万人。

## 歷史
长阳创谷前身是由日商于1920年創建的东华纱厂，1945年第二次中日戰爭結束後东华纱厂被中国纺织机械公司接收，並生产丰田式织布机。1952年改為纺织机械厂。約2000年，廠房停产关闭。2014年，上海市中共杨浦区委和楊浦区政府將廢棄廠房改造為长阳创谷。